# Sheila Munyiva
Sheila Munyiva (Nairóbi, 27 de Março de 1993) é uma atriz e diretora de cinema queniana.

## Biografia
Munyiva nasceu em 1993, em Nairobi. Ela cresceu assistindo Hannah Montana e acreditava que sua pele deveria ser mais clara e cabelo liso. Ela visitava o Reino Unido frequentemente porque sua mãe morava lá. Munyiva estudou para ser uma âncora de telejornal na faculdade antes de mudar suas principais para Produção de Cinema. Após a formatura, ela trabalhou em sua escrita, participando de Master Classes de escrita.
Em 2018, Munyiva interpretou Ziki, um espírito livre que se sente em conflito e está dividida entre o amor e segurança, em Rafiki. A história é baseada no romance Jambula Árvore pela escritora ugandense Monica Arac de Nyeko e detalha o amor que se desenvolve entre duas jovens mulheres, onde a homossexualidade é proibida. Mesmo que ela impressionou a diretora Wanuri Kahiu na audição com o amor da sua vida, Munyiva estava hesitante em assumir o papel até que um amigo queer a convenceu de sua importância. O filme foi proibido no Quênia, onde a homossexualidade é ilegal. Rafiki tornou-se o primeiro filme queniano a ser exibido no Festival de Cinema de Cannes. Munyiva foi destaque na edição Vogue UK como o melhor look e maquiagem nas filmagens em Cannes. Ann Hornaday do Washington Post elogiou o "cativante, química não forçada", de Munyiva e co-estrela de Samantha Mugatsia. Munyiva foi nomeada como melhor atriz no Africa Movie Academy Awards.
Em 2019, Munyiva interpretou a médica Anna na série de TV Country Queen. Em julho de 2019, ela fez sua estreia como Sarafina no musical Sarafina!. Munyiva se voluntaria como uma mentora para meninas em uma escola sem fins lucrativos nas favelas de Kibera. Ela tem dirigido vários comerciais no Quénia, e está trabalhando em seu primeiro curta-metragem, Ngao, com base em experiências de sua infância.

## Prémios e reconhecimento
Munyiva foi nomeada para o Prémio de Melhor Atriz no Africa Movie Academy Awards, pelo seu papel em Rafiki. 

## Filmografia
- 2018: Rafiki como Ziki Okemi
- 2018: L'invité (série de TV)
- 2019:Country Queen como Anna (série de TV)